# San Vito al Torre
San Vito al Torre est une commune italienne de la province d'Udine dans la région Frioul-Vénétie Julienne en Italie.

## Administration
| Période                                  | Période | Identité | Étiquette | Qualité |
| ---------------------------------------- | ------- | -------- | --------- | ------- |
|                                          |         |          |           |         |
| Les données manquantes sont à compléter. |         |          |           |         |

### Hameaux
Crauglio, Nogaredo

### Communes limitrophes
Aiello del Friuli, Campolongo Tapogliano, Chiopris-Viscone, Medea (Italie), Palmanova, Romans d'Isonzo, Trivignano Udinese, Visco